# Österreichischer Volleyball-Cup 2016/17 (Männer)
Der Österreichische Volleyball-Cup der Männer wurde in der Saison 2016/17 vom Österreichischen Volleyballverband zum 37. Mal ausgespielt und begann am 9. Oktober 2016 mit der ersten Runde und endete am 12. Februar 2017 mit dem Finale. Der Pokal ging an die zweite Mannschaft des VCA Amstetten NÖ.

## Teilnehmende Mannschaften
Für den österreichischen Volleyball-Cup haben sich anhand der Teilnahme der Ligen der Saison 2016/17 folgende 26 Mannschaften, die nach der Saisonplatzierung der 1. Bundesliga 2015/16, der 2. Bundesliga Ost 2015/16, der 2. Bundesliga Süd 2015/16 und der 2. Bundesliga West 2015/16 geordnet sind, qualifiziert. Teams, die als durchgestrichen gekennzeichnet sind, nahmen am Wettbewerb aus diversen Gründen nicht am Wettbewerb teil oder sind die erste Mannschaften und spielten daher nicht um den Pokal mit. Weiters konnten noch der Landescupsieger, der Landesmeister oder deren Vertreter der Saison 2015/16 teilnehmen.
| - Hypo Tirol Volleyballteam (T) (M) - SK Aich/Dob (K) - UVC Graz (ST) - SG Union Waldviertel (NÖ) - SG Supervolley OÖ (OÖ) - SG VCA Amstetten/hotVolleys Wien (NÖ) - VBC Weiz (ST) - VBK Klagenfurt (K) - SG Union Bisamberg/hotVolleys Wien (NÖ) (N) - SV MusGym Salzburg (S) (N) | - Hypo Tirol Volleyballteam (T) (M) - SK Aich/Dob (K) - UVC Graz (ST) - SG Union Waldviertel (NÖ) - SG Supervolley OÖ (OÖ) - SG VCA Amstetten/hotVolleys Wien (NÖ) - VBC Weiz (ST) - VBK Klagenfurt (K) - SG Union Bisamberg/hotVolleys Wien (NÖ) (N) - SV MusGym Salzburg (S) (N) | - Hypo Tirol Volleyballteam (T) (M) - SK Aich/Dob (K) - UVC Graz (ST) - SG Union Waldviertel (NÖ) - SG Supervolley OÖ (OÖ) - SG VCA Amstetten/hotVolleys Wien (NÖ) - VBC Weiz (ST) - VBK Klagenfurt (K) - SG Union Bisamberg/hotVolleys Wien (NÖ) (N) - SV MusGym Salzburg (S) (N) | - UVC Ried im Innkreis (OÖ) - Union VBC Steyr (OÖ) - Union Langenlebarn (NÖ) - VC Voitsberg (ST) - UVC Graz II (ST) - VC Mils (T)                                       | - UVC Ried im Innkreis (OÖ) - Union VBC Steyr (OÖ) - Union Langenlebarn (NÖ) - VC Voitsberg (ST) - UVC Graz II (ST) - VC Mils (T) | - UVC Ried im Innkreis (OÖ) - Union VBC Steyr (OÖ) - Union Langenlebarn (NÖ) - VC Voitsberg (ST) - UVC Graz II (ST) - VC Mils (T) |
| Frühjahrsdurchgang | | | | | |
| 2. Bundesliga Ost (7) | 2. Bundesliga Süd (6) | 2. Bundesliga West (3) | | | |
| - VCU Wiener Neustadt (NÖ) (N) - Sportunion St. Pölten (NÖ) - SG Union Bisamberg/hotVolleys Wien II (NÖ) - SG VCA Amstetten NÖ II (NÖ) (C) - TSV Hartberg (ST) - TSV St. Valentin (NÖ) (N) - Union Volleyteam Perchtoldsdorf (NÖ)                                                  | - VCU Wiener Neustadt (NÖ) (N) - Sportunion St. Pölten (NÖ) - SG Union Bisamberg/hotVolleys Wien II (NÖ) - SG VCA Amstetten NÖ II (NÖ) (C) - TSV Hartberg (ST) - TSV St. Valentin (NÖ) (N) - Union Volleyteam Perchtoldsdorf (NÖ)                                                  | - VBC Weiz II (ST) - SK Aich/Dob II (K) - VC Hausmannstätten (ST) - VC Fürstenfeld (ST) (N) - SSV HIB Liebenau (ST) - TUS Volleys Feldbach (ST) - VBK Klagenfurt II (K) | - VBC Weiz II (ST) - SK Aich/Dob II (K) - VC Hausmannstätten (ST) - VC Fürstenfeld (ST) (N) - SSV HIB Liebenau (ST) - TUS Volleys Feldbach (ST) - VBK Klagenfurt II (K) | - Hypo Tirol Volleyballteam II (T) - TV Oberndorf (S) (N) - VC Wolfurt (V) - PSV VBG Salzburg (S)                                 | - Hypo Tirol Volleyballteam II (T) - TV Oberndorf (S) (N) - VC Wolfurt (V) - PSV VBG Salzburg (S)                                 |
| Landescupsieger und Landesmeister (2) | | | | | |
| - WAT Leopoldstadt (W) | - WAT Leopoldstadt (W) | - TI-volley (T) | - TI-volley (T) | | |
| Erläuterungen Länderkürzel: (B): Burgenland, (K): Kärnten, (OÖ): Oberösterreich, (NÖ): Niederösterreich, (S): Salzburg, (ST): Steiermark, (T): Tirol, (W): Wien, (V): Vorarlberg                                                                                                   | | | | | |

| (M) | amtierender Meister      |
| (C) | amtierender Cupsieger    |
| (N) | Neuaufsteiger der Saison |

## Turnierverlauf

### Vorrunde
| Datum             | Team 1                          | Team 2                                | Ergebnis                                |
| ----------------- | ------------------------------- | ------------------------------------- | --------------------------------------- |
| 09.10.2016, 11:00 | ATSV St. Valentin               | SG Union Bisamberg/hotVolleys Wien II | 2:3 (25:22, 27:25, 19:25, 19:25, 18:20) |
| 09.10.2016, 14:30 | Union Volleyteam Perchtoldsdorf | SG Union Waldviertel                  | 3:1 (25:19, 18:25, 25:22, 25:17)        |
| 09.10.2016, 16:00 | VBC Weiz II                     | UVC Graz II                           | 3:2 (25:20, 16:25, 25:21, 23:25, 15:11) |
| 09.10.2016, 16:00 | TI-volley                       | TV Oberndorf                          | 1:3 (21:25, 27:25, 21:25, 24:26)        |
| 09.10.2016, 17:00 | Sportunion St. Pölten           | Union Langenlebarn                    | 2:3 (16:25, 25:21, 22:25, 25:23, 12:15) |
| 09.10.2016, 17:00 | WAT Leopoldstadt                | SG VCA Amstetten NÖ II                | 0:3 (22:25, 18:25, 13:25)               |
| 09.10.2016, 17:00 | VC Fürstenfeld                  | VC Hausmannstätten                    | 0:3 (20:25, 14:25, 18:25)               |
| 09.10.2016, 18:00 | TSV Hartberg                    | SK Aich/Dob II                        | 1:3 (20:25, 18:25, 25:20, 22:25)        |
| 09.10.2016, 18:00 | PSV VBG Salzburg                | UVC Ried im Innkreis                  | 0:3 (14:25, 15:25, 16:25)               |
| 09.10.2016, 18:30 | VC Voitsberg                    | VBK Klagenfurt II                     | 0:3 (21:25, 16:25, 15:25)               |

### Achtelfinale
Folgende sechs Vereine stiegen in das Achtelfinale ein:
SSV HIB Liebenau, SV MusGym Salzburg, Union VBC Steyr, SG Supervolley OÖ, Hypo Tirol Volleyballteam II und VCU Wiener Neustadt.
| Datum             | Team 1                                | Team 2                 | Ergebnis                                |
| ----------------- | ------------------------------------- | ---------------------- | --------------------------------------- |
| 23.10.2016, 12:00 | Hypo Tirol Volleyballteam II          | UVC Ried im Innkreis   | 0:3 (20:25, 23:25, 22:25)               |
| 23.10.2016, 12:30 | SG Union Bisamberg/hotVolleys Wien II | Union Langenlebarn     | 3:2 (25:23, 26:28, 25:18, 23:25, 21:19) |
| 23.10.2016, 13:00 | TV Oberndorf                          | Union VBC Steyr        | 1:3 (19:25, 22:25, 25:19, 13:25)        |
| 23.10.2016, 15:00 | Union Volleyteam Perchtoldsdorf       | SG Supervolley OÖ      | 2:3 (22:25, 18:25, 25:21, 25:17, 13:15) |
| 23.10.2016, 15:30 | SV MusGym Salzburg                    | SK Aich/Dob II         | 3:2 (23:25, 25:23, 22:25, 25:23, 15:9)  |
| 23.10.2016, 16:00 | VBC Weiz II                           | VBK Klagenfurt II      | 3:1 (25:18, 18:25, 25:13, 25:20)        |
| 23.10.2016, 16:00 | VC Hausmannstätten                    | SG VCA Amstetten NÖ II | 0:3 (16:25, 15:25, 21:25)               |
| 23.10.2016, 18:30 | VCU Wiener Neustadt                   | SSV HIB Liebenau       | 2:3 (25:22, 18:25, 25:15, 23:25, 9:15)  |

### Viertelfinale
| Datum             | Team 1                 | Team 2                                | Ergebnis                                |
| ----------------- | ---------------------- | ------------------------------------- | --------------------------------------- |
| 06.11.2016, 14:00 | SG VCA Amstetten NÖ II | SG Union Bisamberg/hotVolleys Wien II | 3:0 (25:9, 25:18, 25:22)                |
| 06.11.2016, 16:00 | SSV HIB Liebenau       | Union VBC Steyr                       | 3:2 (25:20, 21:25, 25:23, 21:25, 15:8)  |
| 06.11.2016, 16:30 | UVC Ried im Innkreis   | VBC Weiz II                           | 2:3 (23:25, 25:22, 25:21, 13:25, 11:15) |
| 06.11.2016, 18:00 | SV MusGym Salzburg     | SG Supervolley OÖ                     | 3:0 (25:22, 25:14, 25:17)               |

### Halbfinale
| Datum             | Team 1           | Team 2                 | Ergebnis                         |
| ----------------- | ---------------- | ---------------------- | -------------------------------- |
| 11.02.2017, 18:00 | SSV HIB Liebenau | SG VCA Amstetten NÖ II | 0:3 (19:25, 12:25, 19:25)        |
| 11.02.2017, 20:30 | VBC Weiz II      | SV MusGym Salzburg     | 3:1 (25:20, 20:25, 25:20, 25:15) |

### Finale
| Datum             | Team 1                 | Team 2      | Ergebnis                  |
| ----------------- | ---------------------- | ----------- | ------------------------- |
| 12.02.2017, 20:20 | SG VCA Amstetten NÖ II | VBC Weiz II | 3:0 (25:22, 25:20, 25:23) |